# Сеник Станіслав Антонович
Станіслав Антонович Сеник (нар. 23 листопада 1996, Івано-Франківськ) — український легкоатлет. Майстер спорту.

## Спортивна кар'єра
Станіслав Сеник є вихованцем Івано-Франківської ДЮСШ та Школи вищої спортивної майстерності, перший тренер — Михайло Перегінець.

### Європейські ігри 2019
На II Європейських іграх 2019 у Мінську, Білорусь, брав участь у новому виді програми — динамічній новій легкій атлетиці (DNA). У змішаній естафеті 4×400 м разом з Тетяною Мельник, Анною Рижиковою та Данилом Даниленком з результатом 3:17.31 виборов золото. За результатами фіналу динамічної нової легкої атлетики (DNA) здобув друге золото за турнір.

## Державні нагороди
- Орден «За заслуги» III ст. (15 липня 2019) — За досягнення високих спортивних результатів ІІ Європейських іграх у м. Мінську (Республіка Білорусь), виявлені самовідданість та волю до перемоги, піднесення міжнародного авторитету України[4]